# هيكتور ماكفرسون
هيكتور ماكفرسون (بالإنجليزية: Hector Macpherson )‏ (و. 1888 – 1956 م) هو عالم فلك، وكاتب، وكاهن ولد في إدنبرة .
توفي في إدنبرة، عن عمر يناهز 68 عاماً.

## التعليم
تعلم في جامعة إدنبرة